# Oesterreichische Zeitschrift für Berg- und Hüttenwesen

Exemplarische Ausgabe von 1874

Die Österreichische Zeitschrift für Berg- und Hüttenwesen war eine Zeitschrift zu Montanthemen. Sie erschien erstmals 1853 und wurde im Manz Verlag in Wien verlegt. Die Druckschrift enthielt die sogenannten bergrechtlichen Blätter und Vereins-Mitteilungen. Bis 1873 war eine Beilage und dann darin aufgegangen: Erfahrungen im berg- und hüttenmännischen Maschinen-, Bau- und Aufbereitungswesen.
Die Zeitschrift ging schließlich in der Montanistischen Rundschau auf.
In ihren Artikeln behandelte sie eine Vielzahl von Themen, darunter Bergbautechnik, Verfahrenstechnik in der Metallurgie, Exploration, Rohstoffgewinnung, Umweltaspekte des Bergbaus sowie wirtschaftliche und rechtliche Fragen der Branche. Die Zeitschrift richtete sich an Fachleute, Wissenschaftler, Ingenieure und Entscheidungsträger in der Bergbau- und Metallindustrie und trug wesentlich zur Verbreitung von Fachwissen und zur Förderung des technologischen Fortschritts in diesen Sektoren bei.